# Vincenzo Ciaffi
Vincenzo Ciaffi (Reggio Emilia, 1915 – Torino, 1973) è stato un antifascista, regista teatrale e latinista italiano.

## Biografia
Allievo, poi assistente e collaboratore di Augusto Rostagni, fu dirigente di Giustizia e Libertà e del CLN attivo nella Resistenza. Tra gli altri fece entrare Raf Vallone nelle file della Resistenza, poi impiegato per sua sollecitazione nell'attività di propaganda antifascista di Giustizia e Libertà.
Terminato il conflitto debutta alla regia teatrale portando nel gennaio 1946 il "Woyzeck" di Georg Büchner al Teatro Gobetti di Torino, con Raf Vallone nel ruolo del protagonista, la sorella Luisella Ciaffi nei panni della figlia di Vallone e con le scenografie curate da Piero Martina, Umberto Mastroianni, Felice Casorati e Carol Rama.
Seguirono Nozze di sangue di Federico García Lorca, Mirra di Vittorio Alfieri e alcuni anni di attività con il Teatro dei Cento.
Docente universitario e apprezzato latinista, pubblicò Il mondo di Gaio Valerio Catullo e la sua poesia e Il romanzo di Apuleio e i modelli greci oltre che numerosi testi scolastici. Veniva considerato da Claudio Gorlier una figura fondamentale della cultura torinese del secondo dopo guerra.